# Вальтурнанш
Вальтурнанш (фр. Valtournenche) — муніципалітет в Італії, у регіоні Валле-д'Аоста.
Вальтурнанш розташований на відстані близько 590 км на північний захід від Рима, 29 км на північний схід від Аости.
Населення — 2249 осіб (2014).
Щорічний фестиваль відбувається 17 січня. Покровитель — Святий Антоній.

## Клімат
Містечко знаходиться у зоні, котра характеризується континентальним субарктичним кліматом. Найтепліший місяць — липень із середньою температурою 1 °C (33.8 °F). Найхолодніший місяць — лютий, із середньою температурою -11.3 °С (11.6 °F).
| Клімат Вальтурнанша     | Клімат Вальтурнанша | Клімат Вальтурнанша | Клімат Вальтурнанша | Клімат Вальтурнанша | Клімат Вальтурнанша | Клімат Вальтурнанша | Клімат Вальтурнанша | Клімат Вальтурнанша | Клімат Вальтурнанша | Клімат Вальтурнанша | Клімат Вальтурнанша | Клімат Вальтурнанша | Клімат Вальтурнанша |
| Показник                | Січ.                | Лют.                | Бер.                | Квіт.               | Трав.               | Черв.               | Лип.                | Серп.               | Вер.                | Жовт.               | Лист.               | Груд.               | Рік                 |
| Середній максимум, °C   | −8,2                | −8,1                | −8                  | −5,5                | −1,5                | 1,2                 | 3,6                 | 3,3                 | 1,5                 | −1,4                | −4,9                | −7                  | −2,9                |
| Середня температура, °C | −11,2               | −11,3               | −10,9               | −8,7                | −4,5                | −1,6                | 1                   | 0,8                 | −0,8                | −3,5                | −7,7                | −10                 | −5,7                |
| Середній мінімум, °C    | −14,2               | −14,6               | −13,8               | −11,8               | −7,5                | −4,3                | −1,6                | −1,6                | −3,1                | −5,6                | −10,5               | −13                 | −8,5                |
| Вологість повітря, %    | 65                  | 66                  | 72                  | 76                  | 78                  | 74                  | 71                  | 73                  | 70                  | 65                  | 63                  | 61                  | 69.5                |
| ----------------------- | ------------------- | ------------------- | ------------------- | ------------------- | ------------------- | ------------------- | ------------------- | ------------------- | ------------------- | ------------------- | ------------------- | ------------------- | ------------------- |
| Джерело: Weatherbase    |                     |                     |                     |                     |                     |                     |                     |                     |                     |                     |                     |                     |                     |

## Демографія
Населення за роками:

Станом на 1 січня 2023 року в муніципалітеті офіційно проживав 241 іноземець з 35 країн, серед них 114 громадян країн Євросоюзу та 16 громадян України.

## Сусідні муніципалітети
- Анте-Сент-Андре
- Аяс
- Бйона
- Шамуа
- Торньйон
- Церматт